# Psilochorema embersoni
Psilochorema embersoni är en nattsländeart som beskrevs av Keith A.J. Wise 1982. Psilochorema embersoni ingår i släktet Psilochorema och familjen Hydrobiosidae. Inga underarter finns listade i Catalogue of Life.